# Wiesław Schier
Wiesław Schier (ur. 1932, zm. 23 lipca 2011 w Warszawie) – inżynier, polski modelarz lotniczy, konstruktor modelarski, zawodnik modelarstwa sportowego.

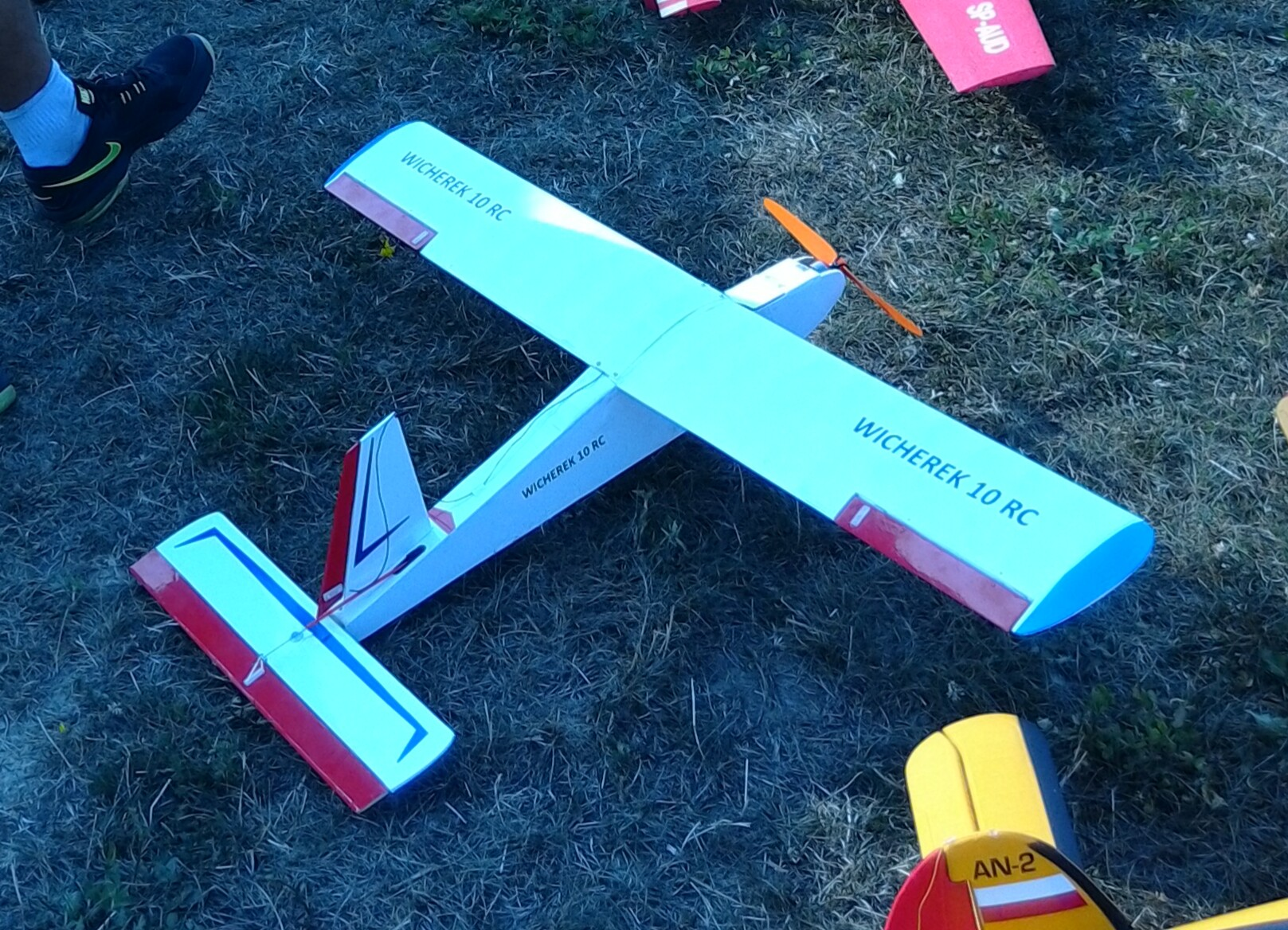
Wicherek 10 RC zaprojektowany przez Wiesława Shiera

## Życiorys
Jako przyszły inżynier mechanik w 1944 r. zainteresował się z modelarstwem. Po wojnie w 1948 r. zdobywa wiedzę i umiejętności modelarskie na kursie instruktorów modelarstwa lotniczego prowadzonym przez Ligę Lotniczą, był najmłodszym instruktorem modelarstwa w tamtych latach w Polsce.
W latach 1947–1950 prowadzi pracownię techniczną Ligi Lotniczej w Siedlcach, przez 4 lata Ośrodek Badawczy Ligi Przyjaciół Żołnierza w Warszawie. Schier równocześnie pracował z młodzieżą jako instruktor modelarski oraz startował jako zawodnik w zawodach modelarskich, był konstruktorem ponad 120 różnych modeli lotniczych. Jednym z najbardziej znanych konstrukcji modelarskich w Polsce był „Wicherek”. „Wicherek" zaprojektował i zbudował Shier w 1957 r., był to model uniwersalny który był budowany przez modelarzy w różnych wersjach: z silnikiem spalinowym, z silnikiem elektrycznym, na uwięzi a także jako szybowiec latający na zboczu. Plany modelu ukazały się w “Miniaturowym lotnictwie” a dzięki prostej konstrukcji i łatwo dostępnym materiałom do budowy stał się najpopularniejszym modelem w Polsce. W czerwcu 2017 roku w Jeżowie Sudeckim odbył się Piknik Modelarski hasłem pod hasłem 60. urodziny modelu „Wicherek”, zaprojektowanego przez Wiesława Schiera.
Schier był autorem publikacji w czasopismach modelarskich krajowych i zagranicznych, jest autorem 15 książek dla modelarzy zarówno początkujących, jak i zaawansowanych.

## Sport modelarski
Jako zawodnik Aeroklubu Warszawskiego startował w zawodach krajowych oraz międzynarodowych. W sporcie modelarskim zdobył 13 tytułów mistrza i wicemistrza Polski, 3 rekordy Polski.

### Zawody modelarskie
Najważniejsze starty w zawodach:
- II Mistrzostwa Polski Modeli Latających kategoria F1B, I miejsce (1957),
- XII Ogólnopolskie Zawody Szybowców Zboczowych F3B I miejsce (1965),
- Korespondencyjne Zawody – Polska (Warszawa) – NRD (Görlitz) (1957) I miejsce
- Mistrzostwa Europy w kategorii F1C (1958)
- VI Międzynarodowe Zawody Modeli Latających Państw Demokracji Ludowej w Budapeszcie, kategoria F1C – V miejsce (1958), Polska zespołowo zajęła I miejsce,
- Mistrzostwa Europy w Bukareszcie.

### Rekordy
- rekord Polski, lot szybki na uwięzi (1955),
- rekordy polski zdobyty w Lisich Kątach, rekord długotrwałości lotu: 55 minut 56 sekund,
- rekord wysokości lotu: 650m, model szybowca RC z napędem mechanicznym klasy F3BiC[2].

## Publikacje
Wiesław Schier opublikował ponad 100 artykułów czasopismach modelarskich Modelarz oraz „Miniaturowe lotnictwo”, jest autorem 15 książek z dziedziny modelarstwa lotniczego i historii lotnictwa. Niektóre książki:
- „Informator małej techniki-Lotnictwo” wyd Iskra (1965)
- „Wakacje z latawcem” (z Marią Schier) wyd WKŁ (1967)
- „Samoloty w historii i miniaturze” wyd WKŁ (1973)
- „Miniaturowe silniki spalinowe” wyd WKŁ (1976)
- „ABC miniaturowego lotnictwa” wyd WKŁ (1977)
- „Miniaturowe lotnictwo” wyd WKŁ (1978)
- „Najsłynniejsze polskie sportowe samoloty wyczynowe” wyd WKŁ (2008)

## Odznaczenia i wyróżnienia
- Nagroda Ministra Obrony Narodowej II stopnia
- Złota Odznaka Modelarska z trzema diamentami